# جولز مانشین
جولز مانشین (انگلیسی: Jules Munshin؛ ۲۲ فوریهٔ ۱۹۱۵ – ۱۹ فوریهٔ ۱۹۷۰) یک هنرپیشه اهل ایالات متحده آمریکا بود.
از فیلم‌ها یا برنامه‌های تلویزیونی که وی در آن نقش داشته است می‌توان به در جستجوی تفریحات شهری، رژه عید پاک و کودک مونت کارلو اشاره کرد.